# Santiago del Collado
Santiago del Collado è un comune spagnolo di 269 abitanti situato nella comunità autonoma di Castiglia e León.